# 宮崎市立青島小学校
宮崎市立青島小学校（みやざきしつ あおしましょうがっこう）は、宮崎県宮崎市青島五丁目にある公立の小学校。

## 概要
歴史
1874年（明治7年）に「紫波洲小学校」として創立。現校名になったのは1951年（昭和26年）。2024年（令和6年）に創立150周年を迎えた。
校章
1959年（昭和34年）制定。中央に校名の「靑小」の文字（縦書き）を配している。
校歌
1931年（昭和6年）制定。作詞は長友千代太郎、作曲は佐藤一郎による。歌詞は3番まであり、2番の歌詞中に校名の「青島」が登場する。
通学区域
宮崎市のうち「青島一～六丁目・大字折生迫・青島西一・二丁目」。中学校区は宮崎市立青島中学校。

## 沿革
- 1872年（明治5年）- 庄屋であった津田貞衛により寺子屋が開設される。
- 1874年（明治7年） - 上記の寺子屋を「紫浪洲小学校」と改称。
- 1886年（明治19年）頃 - 小学校令の施行により、簡易科（3年制）を設置の上、「簡易紫浪洲小学校」に改称。
- 1889年（明治22年）5月1日 - 町村制の施行により、北那珂郡「青島村」が発足。
- 1890年（明治23年）- 尋常科（4年制）を設置の上、「尋常紫浪川小学校」に改称。
- 1892年（明治25年）- 「紫浪川尋常小学校」に改称。
- 1900年（明治33年）7月 - 現在地に移転の上、「青島尋常小学校」に改称。
- 1905年（明治38年）4月 - 高等科（4年制）を併置の上、「青島尋常高等小学校」（尋常科4年・高等科4年）に改称。
- 1908年（明治41年）4月 - 改正小学校令により、尋常科の修業年限（義務教育年限）が4年制から6年制に改められる。
  - これにより、旧高等科1年を尋常科5年に、旧高等科2年を尋常科6年に、旧高等科3年を高等科1年に、旧高等科4年を高等科2年（尋常科6年・高等科2年）に改める。
- 1909年（明治42年）- 義務教育年限（尋常科修業年限）延長により、収容児童数が増加したため、木造校舎1棟（2教室）を増築。
- 1931年（昭和6年）3月 - 校歌を制定。
- 1935年（昭和10年）10月 - 運動場を拡張。
- 1941年（昭和16年）4月1日 - 国民学校令施行により、「青島村青島国民学校」に改称。尋常科を初等科に改める。
- 1945年（昭和20年）10月 - 台風により、北校舎（講堂兼用）が倒壊。
- 1947年（昭和22年）- 学制改革が行われる（六・三制の実施）。
  - 4月1日 - 国民学校初等科は、新制小学校「青島村立青島小学校」に改組・改称。PTAが発足。
  - 5月8日 - 国民学校高等科は、青年学校普通科とともに、新制中学校「青島村立青島中学校」に改組・改称。当初、小学校の教室（一部）を貸与。
- 1949年（昭和24年）9月 - 1945年の台風で倒壊した北校舎（講堂兼用）が復旧。
- 1951年（昭和26年）3月25日 - 宮崎市への編入により、「宮崎市立青島小学校」（現校名）に改称。
- 1958年（昭和33年）9月 - 運動場東側を埋め立てる。
- 1959年（昭和34年）3月 - 校章を制定。
- 1960年（昭和35年）3月 - 本館を改築。
- 1961年（昭和36年）11月 - 南校舎を増改築。
- 1963年（昭和38年）10月 - ミルク給食を開始。
- 1965年（昭和40年）3月 - 完全給食を実施。
- 1970年（昭和45年）3月 - 老朽化のため、中校舎と北校舎を改築。鉄筋コンクリート造2階建て新校舎（8教室）が完成。
- 1971年（昭和46年）4月 - 特殊学級を開設。
- 1972年（昭和47年）
  - 4月 - 体育館が完成。
  - 8月 - プールが完成。
- 1974年（昭和49年）3月 - 創立100周年記念式典を挙行。
- 1982年（昭和57年）
  - 3月 - 南校舎を改築。
  - 8月 - 校門が完成。
- 1983年（昭和58年）8月 - 運動場を整備。
- 1990年（平成2年）5月 - タブノキを学校の木に制定。
- 1992年（平成4年）8月 - 北校舎を改築。
- 2001年（平成13年）8月 - 運動場を整備し、芝張りを実施。
- 2004年（平成16年）10月 - ブールを補修。
- 2005年（平成17年）4月 -  中国青島市修学旅行団が来校。
- 2006年（平成18年）4月 - 体育館の耐震工事が完了。
- 2007年（平成19年）6月 - 児童クラブを開設。

## 交通
最寄りの鉄道駅
- JR九州 日南線 「折生迫駅」

最寄りのバス停留所
宮崎交通バス「青島小中学校入口」停留所
最寄りの幹線道路
- 宮崎県道377号内海加江田線

## 周辺
- 宮崎市立青島中学校
- 大将軍神社
- 突浪川